# Фраат (правитель Элимаиды)
Фраат — правитель Элимаиды во II веке.
По мнению Д. Хилла, Д. Сиэ, Фраат правил Элимаидой во II веке. Как предположили Дж. Ф. Хэнсман, Д. Сэллвуд, Фраат был третьим по счёту представителем династии, возможно, связанной с парфянскими Аршакидами, которая пришла к власти во второй половине I века, и его предшественником на троне был Ород II. Д. Сиэ помещает монеты Фраата после тех, которые чеканились его отцом Ородом I, и до тех, что выпускал брат Фраата Ород II. На нумизматическом материале Фраата присутствуют надписи, сделанные как на греческом, так и арамейском языке, где он именуется царём и сыном царя Орода. На реверсе некоторых монет изображена стоящая богиня с луком. О властителях Элимаиды после Фраата известно мало. По гипотезе Дж. Ф. Хэнсмана и Х. Резахани, его преемником мог быть Хосрой (Осрой), возможно, идентичный одноименному царю Парфии.